# Клодт, Евгений Александрович
Евгений Александрович Клодт фон Юргенсбург (12 [24] марта 1867, село Азарово, Орловская губерния — 26 июня 1935, Загорск, Московская область) — российский, советский художник, архитектор, писатель; член Союза художников СССР; внук П. К. Клодта.

## Биография
В 1879—1889 гг. учился в Московском училище живописи, ваяния и зодчества. В 1888—1892 гг. служил в армии. Закончил службу в звании младшего унтер-офицера 2-го Гренадерского Ростовского полка.
С 1884 г. организовал артели серебряных изделий. С 1892 г. работал в Москве — на фабрике серебряных
изделий фирмы К. Фаберже, техником на постройке Московско-Казанской железной дороги. В этот период купил дачу в Голицыне, где селились многие художники. Владел также имением Сущово (Прасковьинская волость, Старицкий уезд). В 1917—1918 гг. читал лекции на курсах учителей, работал в театре в Москве.
В 1918—1921 г. жил в Старице, где заведовал Старицким музеем, одновременно преподавал изобразительное искусство в Старицкой городской школе; кроме того, с весны 1920 г. был ответственным за состояние архива в Старице.
В 1921 г. уехал в Омск. Преподавал в Омском художественно-промышленном комбинате. В марте 1923 г. был избран председателем культурно-исторической секции правления Западно-Сибирского общества краеведения. С мая 1923 г. работал в Западно-Сибирском краевом музее, создавал экспозиции археологического и этнографического отделов; с 1924 г. — научный сотрудник, затем заведующий созданным художественным отделом. Одновременно состоял в редакционной коллегии научно-популярного журнала «Краевед Западной Сибири», с 1925 г. — член Омского общества краеведения. Участвовал в экспедициях краевого музея по изучению края и комплектованию музейных коллекций: обследовал Вознесенское городище (археологический памятник на левом берегу Оми в Спасском районе), казахские поселения в Семипалатинской губернии, Кокчетавском и Петропавловском уездах.
В 1930 г. переехал в Загорск, преподавал в Московском художественно-прикладном техникуме.

## Семья
Жена — Варвара Ивановна Лебедева (брак 1892 г., развод после 1894 г.; ум. 1933).
Дети:
- Вера,
- Александр (1894 — ?), женат на Юлии Александровне Егоровой; их сын:
  - Георгий (13.3.1923 — 12.9.1994), художник, писатель; женат на Галине Павловне Масляненко (р. 1926).

Жена — Алина Александровна Штемпель.

## Творчество
Картина «Вид Омска» (конец 1920-х гг.).
Альбом «Орнаменты на памятниках древнерусского искусства» (совместно с художником А. Г. Венигом и иконописцем М. О. Фирюковым; материалы собирались, в частности, в хранилищах Троице-Сергиевой лавры).